# アンクンバ島
アンクンバ島（マダガスカル語、Nosy Ankomba）とは、マダガスカル島のすぐ東のインド洋上に存在する、小さな島の1つである。

## 地理
アンクンバ島は、南緯12度40分、東経49度39分に位置している。この場所は、マダガスカル北端部のアンツィラナナ州に属している。